# Procesja biczowników

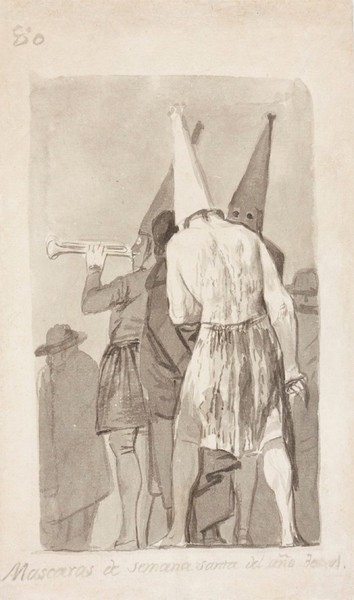
Maski Wielkiego Tygodnia roku 94, rysunek z Albumu B, 1796–1797

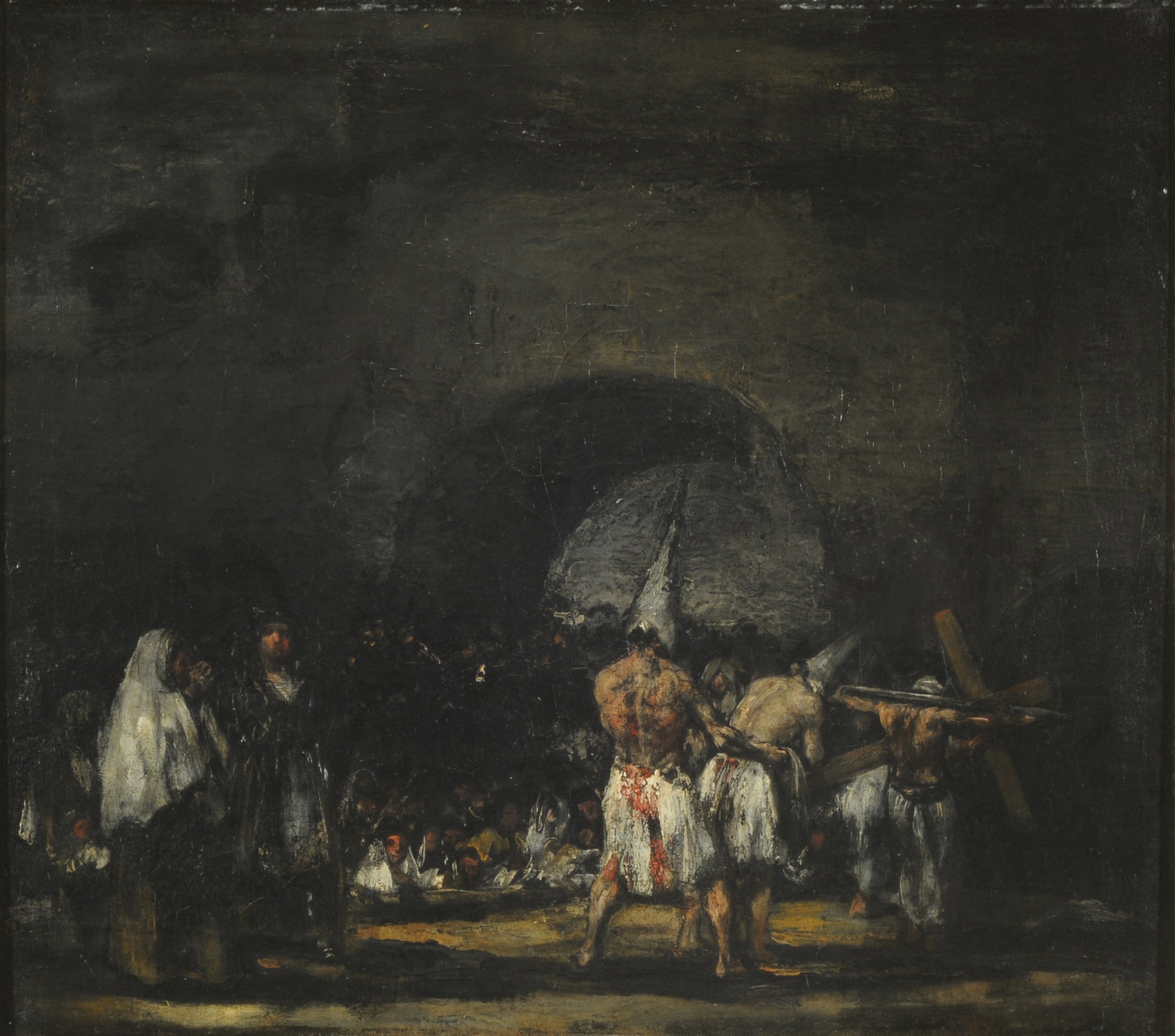
Biczownicy, ok. 1808–1812

Procesja biczowników (hiszp. Procesión de disciplinantes lub Procesión de flagelantes) – obraz olejny hiszpańskiego malarza Francisca Goi przedstawiający katolicki rytuał samobiczowania pokutników. Należy do kolekcji Królewskiej Akademii Sztuk Pięknych św. Ferdynanda w Madrycie.

## Okoliczności powstania
Obraz należy do serii czterech dzieł gabinetowych o niewielkich rozmiarach namalowanych na desce. W jej skład wchodzą także: Dom wariatów, Trybunał Inkwizycji i Walka byków w miasteczku. Zbliżony tematycznie i technicznie jest też obraz Pogrzeb sardynki, włączany do tej serii przez niektórych badaczy. Dzieła powstały jako tematycznie powiązany cykl „kaprysów i inwencji”, którego myślą przewodnią jest szaleństwo. Irracjonalizm we wszystkich jego przejawach był stałym tematem w sztuce Goi. Często pojawia się na rysunkach, w których artysta ironicznie ukazuje postaci uważające się za mądrzejsze lub bardziej cywilizowane od innych. Wcześniejsze przykłady malarskie to Dziedziniec szaleńców (1793–1794) i Szpital dla trędowatych (1806–1808). Obrazy tematycznie są bliskie czarnej legendzie Hiszpanii. Przedstawiają niektóre aspekty życia w Hiszpanii początków XIX wieku, które zwolennicy oświecenia i liberałowie próbowali zreformować. Zaciekła krytyka społeczeństwa wydaje się być objawem gniewu i smutku, odczuwanego po wojnie i przywróceniu absolutystycznej monarchii przez Ferdynanda VII. Pesymistyczna wizja jest też naznaczona osobistym kryzysem malarza związanym z chorobą i śmiercią jego żony Josefy Bayeu w 1812 roku.
Obraz przedstawia tradycyjny pochód biczowników, odbywający się w okresie Wielkanocy. Podobne obrzędy zostały zakazane w 1777 roku przez Karola III i ponownie przez króla Ferdynanda VII w 1815 roku. Mimo to religijny fanatyzm i pobożność narodu podtrzymywały tradycję pokutujących za grzechy samobiczowników. Goya uważał te procesje za jeden z przejawów powszechnego szaleństwa oraz degradacji społeczeństwa, dlatego przedstawił je w surowy i realistyczny sposób. Już około 1796–1797 roku wykonał rysunek zatytułowany „Maski Wielkiego Tygodnia roku 94”, który przedstawia zbliżony do obrazu temat biczownika z dwoma innymi pokutnikami. Około 1810–1812 namalował także Procesję w Walencji.
Goya często podejmował się krytyki Kościoła w swojej twórczości: piętnował fanatyzm religijny, przesądy oraz działania Inkwizycji takie jak przesłuchania, tortury i egzekucje. Ten temat jest szczególnie obecny w serii rycin Kaprysy oraz rysunkach z Albumu C. W 1815 roku Goya został oskarżony przez Inkwizycję o autorstwo „obscenicznych dzieł” – portretów Maja ubrana i Maja naga i wezwany na przesłuchanie. Dzięki wstawiennictwu wpływowych przyjaciół został oczyszczony z zarzutów.

## Datowanie
Brak dokładnych danych o okresie powstania tej serii obrazów, pierwsza udokumentowana wzmianka o nich pochodzi z testamentu kolekcjonera Manuela Garcíi de la Prady sporządzonego w 1836 roku. Ramy czasowe ustalone na podstawie stylu i tematyki dzieł obejmują okres wojny niepodległościowej toczonej w latach 1808–1814 i następujący po niej czas nasilonych represji ze strony króla Ferdynanda VII trwających do 1820–1821 roku. Był to okres oskarżeń o kolaborację, przesłuchań i czystek na królewskim dworze. Także ponura atmosfera tych prac sugeruje, że zostały namalowane po odzyskaniu tronu przez króla Ferdynanda VII w 1813 roku. Od listopada 1814 do kwietnia 1815 roku Goya żył w niepewności, czy zeznania jego przyjaciół wystarczą, aby oczyścić jego imię w królewskim procesie „puryfikacji”. Ostatecznie nie poniósł konsekwencji za pracę nadwornego malarza pod panowaniem Józefa Bonapartego i został oczyszczony z podejrzeń.

## Opis obrazu
Procesja, którą namalował Goya, zdaje się odbywać w większym mieście, na co wskazuje obecność sądowego urzędnika w białej peruce, który stara się utrzymać porządek. W tle widoczny jest masywny kościół i ołowiane burzowe niebo. Na pierwszym planie przedstawiono pochód ubranych na biało pokutników o nagich torsach. Na głowach mają białe kaptury lub pokutne stożkowate czapki capirote. Okładają się biczami do upływu krwi, która plami ich białe ubrania na czerwono. Inni pokutują niosąc na ramionach drewniane belki i krzyże. Wśród nich mieszają się postaci ubrane całe na czarno, które dmą w trąbki. Po lewej widoczne są wizerunki Matki Boskiej Samotnej, Ecce homo oraz ukrzyżowanego Chrystusa. Są to tzw. pasos – feretrony w postaci ciężkich platform z często realistycznymi, otaczanymi szczególnym kultem figurami. Były noszone przez wiernych na ramionach w procesjach podążających ulicami miast. Na obrazie duchowni niosą je z kościoła, który widać w tle. Wokół Maryi klęczą modlące się dewotki, a ich głowy okrywają welony. Procesję otacza ciasny tłum widzów zafascynowanych widokiem biczowników, ludzie przepychają się, aby lepiej widzieć scenę. Liczne postaci są zindywidualizowane i dodatkowo podkreślone światłem. Tylko jedna kobieta, której twarz widoczna jest między białymi czapkami pokutników, spogląda wprost na widza z wyrazem przerażenia na twarzy. Podobna postać świadka zbiorowego szaleństwa znalazła się na obrazie Walka byków w miasteczku z tej samej serii.
Ten sam temat pojawia się na obrazie Biczownicy datowanym na okres wojenny 1808–1812, o ciemniejszej kolorystyce i bardziej ponurej atmosferze.

## Technika
Obrazy zostały namalowane na drewnianych deskach z twardego tropikalnego mahoniu pochodzącego z kolonii, być może z Kuby. Podobny nośnik został użyty do szkicu dzieła Święte Justa i Rufina z 1817 roku i Pogrzebu sardynki. Nie jest to wyrafinowany materiał, możliwe, że Goya wykorzystał deski ze skrzynek transportowych na cygara przywożone z kolonii. Dzięki radiografii obrazów wiadomo, że podstawa powstała z dwóch większych i dwóch mniejszych kawałków drewna połączonych w perfekcyjny sposób, aby uzyskać pożądane wymiary. Użycie takiego nośnika może także wskazywać na okres powojenny, kiedy brakowało materiałów do pracy malarskiej, a Goya miał zwyczaj ponownego wykorzystywania płócien i zamalowywania gotowych dzieł. Wszystkie obrazy zostały pokryte takim samym beżowopomarańczowym podkładem, który wyrównywał porowatą powierzchnię drewna.
Goya zastosował szybkie, ekspresyjne pociągnięcia pędzlem z dużą ilością farby. Światło i cień przeplatające się na ziemi u stóp postaci zostały oddane w niemal abstrakcyjny sposób. Odcienie czerni i szarości kontrastują z czerwienią zakrwawionych ciał biczowników. W przypadku dwóch postaci biczowników widoczne jest pentimento – malarz zdecydował się usunąć ich białe czapki, których kontury uwidoczniły się z biegiem czasu.

## Proweniencja
Właścicielem serii był zamożny bankier i kolekcjoner Manuel García de la Prada, przyjaciel Goi sportretowany przez malarza ok. 1805–1808 roku. Nie wiadomo jednak, kiedy i w jakich okolicznościach nabył obrazy. García de la Prada wyemigrował z Hiszpanii w 1812 roku i wrócił w 1821. Jeżeli obrazy powstały wcześniej, w okresie wojennym, mógł kupić je w Madrycie bezpośrednio od malarza. W innym razie nabył je po powrocie do kraju w okresie trzylecia liberalnego (1820–1823) lub tuż przed emigracją Goi do Francji w 1824 roku. Mógł też kupić je dopiero po śmierci Goi od jego syna Javiera. Inwentarz dzieł Goi sporządzony po jego śmierci w 1828 roku wymienia „cztery małe obrazy przedstawiające święta i zwyczaje” i prawdopodobnie odnosi się do tego cyklu. Przyjmując, że ta identyfikacja jest poprawna, seria nie została sprzedana za życia malarza; nie wiadomo czy postanowił zatrzymać ją dla siebie, czy też nie znalazł kupca. Obrazy z pewnością należały do kolekcji Garcíi de la Prady w 1836 roku, kiedy wymienił je w swoim testamencie, zapisując Akademii św. Ferdynanda, razem z Pogrzebem sardynki. Wszystkie obrazy zostały włączone do kolekcji akademii w grudniu 1839, po śmierci właściciela.
Obraz został wybrany do ilustrowanego zbioru najważniejszych dzieł Akademii św. Ferdynanda (Cuadros selectos de la Real Academia de Bellas Artes de San Fernando) wydanego w 1885. W tym celu malarz José María Galván wykonał rysunek i rycinę na podstawie obrazu.